# Digimon Tamers
Digimon Tamers (デジモンテイマーズ?, Dejimon Teimāzu) è la terza serie anime basata sul media franchise giapponese Digimon, trasmessa prima nel 2001 sul canale Fuji TV in Giappone e su Fox Kids negli Stati Uniti e poi dal 2 dicembre 2002 in Italia su Rai 2. La storia si svolge inizialmente in un universo "alternativo", un mondo molto simile al nostro in cui i Digimon sono solo un franchise composto da videogiochi, un gioco di carte collezionabili ed una serie di anime. Un gruppo di ragazzi di dieci anni (dodici nella versione americana), Takato, Henry e Rika (fan del gioco di carte di Digimon) scoprono che i Digimon esistono davvero quando incontrano i loro Digimon partner, rispettivamente Guilmon, Terriermon e Renamon, ed iniziano a combattere contro i Digimon che "bioemergono" nel mondo reale, ovvero che oltrepassano la barriera costituita dalle reti di telecomunicazioni, sintetizzando proteine e divenendo così esseri viventi. La maggior parte di Tamers si svolge nel quartiere speciale di Shinjuku, a Tokyo in Giappone, e cambia il proprio scenario spostandosi a Digiworld solo per un breve lasso di tempo.

## Trama
Un giorno Takato crea il proprio Digimon Guilmon quando striscia una misteriosa carta blu trovata nel resto del suo mazzo all'interno del lettore di carte tascabile, che si trasforma istantaneamente in un Digivice D-Arc (chiamato D-Power in America), la versione di Digivice propria di Tamers. L'aspetto ed i poteri di questo Digimon provengono dagli schizzi che Takato ha scannerizzato nel dispositivo. Guilmon, quindi, bioemerge da Digiworld e viene successivamente trovato da Takato. Henry incontra il suo Digimon Terriermon quando questo fuoriesce dallo schermo di un gioco per computer, mentre il Digimon di Rika, Renamon, avvicina la ragazza per chiederle di diventare più forte, poiché Rika era famosa per le sue abilità nel gioco di carte di Digimon. All'inizio della serie, i tre Domatori ed i loro Digimon combattono contro dei Digimon che emergono continuamente nel mondo umano. Takato, Henry ed i loro partner iniziano a lavorare insieme, mentre Rika e Renamon preferiscono combattere da sole; tuttavia, tutti loro presto capiscono che nelle loro battaglie c'è molto più di quanto sembri in gioco ed i sei si uniscono in una sola squadra. Altri personaggi, Kazu, Kenta, Jeri (compagni di classe ed amici di Takato) e Suzie (la sorellina di Henry) divengono Domatori successivamente nel corso della serie, mentre Ryo (rivale di Rika e leggendario Digimon Tamer) viene presentato dopo che la squadra si reca a Digiworld. I ragazzi incontrano anche altri due Digimon che diventano personaggi regolari della serie: Calumon, un misterioso Digimon che ha il potere di permettere la Digievoluzione degli altri Digimon, ma che non sopporta i combattimenti e che vuole solo giocare e mangiare solo cibo poco sano, ed Impmon, un Digimon che ha lasciato i suoi Domatori perché non ne poteva più dei loro litigi e del loro egoismo e che crede che tutti i Digimon che si accompagnino agli esseri umani siano una disgrazia.
Durante la storia, i ragazzi apprendono che ad essere responsabile di queste creature è un misterioso uomo di nome Mitsuo Yamaki, il cui compito è arrestare l'arrivo dei Digimon nel mondo reale. Proveniente dall'agenzia governativa segreta Hypnos, Yamaki ha il dovere di monitorare la totalità dell'attività dei Digimon in giro per il mondo. Successivamente, quando una serie di Digimon malvagi che si definiscono i Deva, servitori dei Digimon Supremi, credono che i veri Digimon non dovrebbero fare coppia con gli esseri umani (viene rivelato in seguito che questi erano in realtà stati fuorviati) ed attaccano Tokyo, il trio di Domatori ed i loro Digimon devono difendere il mondo dai loro attacchi. Il vero scopo dei Deva è penetrare nel mondo umano per catturare Calumon e riportarlo a Digiworld, così che essi possano usare il suo potere della Digievoluzione. I Domatori ed i loro amici, quindi, decidono di lasciare il mondo reale e partire per Digiworld per liberare Calumon, infine catturato da uno dei Deva. I ragazzi eliminano tutti i Deva tranne uno (Antylamon passa dalla parte del bene e la sua pre-evoluzione, Lopmon, successivamente diventa il Digimon partner di Suzie) e combattono contro Impmon, che ha ottenuto la sua Digievoluzione al livello mega, Beelzemon, dopo aver fatto un patto con uno dei Digimon Supremi per ottenere maggior potere in cambio dell'eliminazione dei Domatori. Il Digimon partner di Jeri, Leomon, viene ucciso da Beelzemon, cosa che fa cadere Jeri in una profonda disperazione. Beelzemon viene poi sconfitto da Gallantmon risparmiato però da Jeri perché lei non voleva vedere più altra sofferenza. Dopo aver viaggiato per tutto Digiworld per compiere la loro impresa, i Domatori incontrano (e combattono con) uno dei quattro Digimon Supremi, Zhuqiaomon, ma alla fine sono d'accordo nel lavorare insieme per distruggere il D-Reaper, un programma per computer inizialmente inteso per impedire alle forme di vita digitali di andare fuori controllo, ma che poi diventa esso stesso incontrollabile. I Domatori non solo devono salvare i due mondi dal D-Reaper, ma devono anche salvare la loro amica Jeri, fatta prigioniera dal programma rinnegato, la quale è, inconsapevolmente e contro la sua volontà, fonte di preziose informazioni per il D-Reaper a causa della sua tristezza. Segue una incredibile battaglia tra Takato, Henry, Rika, Suzie, Ryo, i loro Digimon ed il D-Reaper, con Takato che prova a liberare Jeri mentre gli altri combattono il D-Reaper per sconfiggerlo una volta per tutte. Dopo una battaglia massacrante, il D-Reaper viene infine sconfitto quando Henry e Terriermon sviluppano un piano creato da Hypnos e dai Pionieri Digitali e riescono a far de-digievolvere il D-Reaper al suo stato originale senza difese e a rispedirlo a Digiworld. Takato e Guilmon riescono a liberare Jeri e tutti vengono liberati dagli amici di Takato Kazu e Kenta e dai loro Digimon. I Digimon, tuttavia, sono costretti tutti a tornare a Digiworld come effetto collaterale del programma per fermare il D-Reaper. Tutti i ragazzi piangono rattristati per la partenza dei loro Digimon a cui si dovranno separare, ma grazie ai Digignomi che esaudiscono i desideri, partner e digimon infine si riuniscono.
Diversi nuovi elementi vengono introdotti in questa stagione, come l'uso delle carte da gioco in congiunzione con i Digivice per donare poteri differenti ai Digimon, la presenza di Calumon, un Digimon solitario unico responsabile della Digievoluzione e l'uso della Biodigievoluzione per portare i Digimon al loro livello mega, che avviene con la fusione fisica dei Digimon e dei loro partner umani. La stagione continua inoltre l'evoluzione dalla saga di Digimon Adventure, la quale ha luogo a Digiworld eccetto per un breve ritorno nel mondo reale, passando per Digimon Adventure 02, in cui i personaggi tornano da Digiworld per riposare in moltissimi episodi: in pratica, l'azione di Tamers ha luogo interamente nel mondo reale, con un breve viaggio a Digiworld a circa metà della serie.

## Personaggi

### Personaggi principali
| Personaggio | Doppiatore                                                                              | Digimon partner                                 | Doppiatore                                                |  |
| --- | --------------------------------------------------------------------------------------- | ----------------------------------------------- | --------------------------------------------------------- |  |
| Takato Matsuki Matsuda Takato (松田 啓人) | Makoto Tsumura (giapponese) Gaia Bolognesi (italiano)                                   | Guilmon (ギルモン)                              | Masako Nozawa (giapponese) Paolo Marchese (italiano)      |  |
| Un artista dalla fervida immaginazione che è riuscito a creare il proprio Digimon. È in qualche modo il leader del gruppo. |                                                                                         |                                                 |                                                           |  |
| |                                                                                         |                                                 |                                                           |  |
| Henry Wong Lee Jianliang (李 健良) | Mayumi Yamaguchi (giapponese) Lorenzo De Angelis (italiano)                             | Terriermon (テリアモン)                         | Aoi Tada (giapponese) Leonardo Graziano (italiano)        |  |
| Per metà cinese e per metà giapponese, agisce sempre come la voce della ragione nel gruppo. Ha scelto Terriermon in un videogioco. |                                                                                         |                                                 |                                                           |  |
| |                                                                                         |                                                 |                                                           |  |
| Rika Nonaka Makino Ruki (牧野 留姫) | Fumiko Orikasa (giapponese) Perla Liberatori (italiano)                                 | Renamon (レナモン)                              | Yuka Imai (giapponese) Monica Gravina (italiano)          |  |
| Una ragazza molto testarda e dall'atteggiamento un po' da maschiaccio, campionessa del gioco di carte di Digimon. |                                                                                         |                                                 |                                                           |  |
| |                                                                                         |                                                 |                                                           |  |
| Ryō Akiyama Akiyama Ryō (秋山 リョウ) | Jun'ichi Kanemaru (giapponese) Alessio De Filippis (italiano)                           | Cyberdramon (サイバードラモン)                  | Ikkei Seta (giapponese) Maurizio Romano (italiano)        |  |
| Un Domatore enigmatico che sparì dopo aver battuto Rika nella finale del Torneo di Carte di Digimon. |                                                                                         |                                                 |                                                           |  |
| |                                                                                         |                                                 |                                                           |  |
| Jeri Katou Katō Juri (加藤樹莉) | Yoko Asada (giapponese) Daniela Calò (italiano)                                         | Leomon (レオモン)                               | Hiroaki Hirata (giapponese) Stefano Mondini (italiano)    |  |
| Una compagna di classe e fedele amica di Takato. |                                                                                         |                                                 |                                                           |  |
| |                                                                                         |                                                 |                                                           |  |
| Kazu Shioda Shiota Hirokazu (塩田 博和) | Yukiko Tamaki (giapponese) Maura Cenciarelli (italiano)                                 | Guardromon (ガードロモン)                       | Kiyoyuki Yanada (giapponese) Gerolamo Alchieri (italiano) |  |
| Un ragazzo sempre pronto alla battuta e molto amico di Takato e Kenta, che spesso batte al gioco di carte di Digimon. Il suo idolo è Ryo. |                                                                                         |                                                 |                                                           |  |
| |                                                                                         |                                                 |                                                           |  |
| Kenta Kitagawa Kitagawa Kenta (北川 健太) | Touko Aoyama (giapponese) Barbara Pitotti (italiano)                                    | MarineAngemon MarinAngemon (マリンエンジェモン) | Ai Iwamura (giapponese) Mirko Mazzanti (italiano)         |  |
| Un giovane Domatore molto amico di Takato e Kazu. |                                                                                         |                                                 |                                                           |  |
| |                                                                                         |                                                 |                                                           |  |
| Suzie Wong Lee Shaochung (李 小春) | Ai Nagano (giapponese) Valeria Vidali (italiano)                                        | Lopmon (ロップモン)                             | Aoi Tada (giapponese) Michela Alborghetti (italiano)      |  |
| La sorellina minore di Henry, guardata sempre con apprensione da quest'ultimo. |                                                                                         |                                                 |                                                           |  |
| |                                                                                         |                                                 |                                                           |  |
| Akemi e Mako Ai & Makoto (アイ & マコト) | Haruhi Terada e Miwa Matsumoto (giapponese) Milvia Bonacini e Cinzia Villari (italiano) | Impmon (インプモン)                             | Hiroki Takahashi (giapponese) Fabrizio Vidale (italiano)  |  |
| Due bambini che Impmon incontrò durante il suo primo viaggio nel mondo reale; le sue prime esperienze con loro, a causa della rivalità tra i due fratelli, gli causarono una forte antipatia per gli esseri umani. Si riconciliano con Impmon nella parte finale della stagione. |                                                                                         |                                                 |                                                           |  |

### Personaggi secondari
- Calumon: Un piccolo Digimon bianco di livello primo stadio in cui risiede il potere della DigiEntelechia, l'essenza stessa della Digievoluzione. Doppiato da Paola Majano.
- Alice McCoy e Dobermon: Una Domatrice il cui Digimon possiede il potere di permettere la Biodigievoluzione anche nel mondo reale. Doppiati rispettivamente da Tatiana Dessi e Lucio Saccone.
- Grani: Un'arca creata dai Pionieri Digitali, il cui scopo è recuperare i ragazzi a Digiworld. Successivamente viene rimodellata e serve da arma per Gallantmon. Doppiata da Patrizio Cigliano.
- Locomon: Uno strano Digimon treno che vaga senza fermarsi nel mondo reale nel film Runaway Digimon Express. Successivamente lo si scoprirà posseduto da Parasimon.

### Nemici
- D-Reaper: Un'entità digitale creata per tenere a bada i programmi potenzialmente nocivi. Successivamente si evolve e diventa essa stessa un pericolo senza controllo per Digiworld ed il mondo reale.
- Hypnos: Un'organizzazione giapponese di SIGINT il cui compito è controllare le bioemersioni dei Digimon in tutto il mondo.
  - Mitsuo Yamaki: È a capo di Hypnos. Inizialmente non rispetta i Digimon e muove contro di loro una guerra totale, ma in seguito capisce i suoi errori. Doppiato da Alessio Cigliano.
  - Riley Ootori: Capo Operatrice di Sistema. Sembra avere una relazione con Mitsuo Yamaki. Doppiata da Anna Cesareni.
  - Tally Onodera: Operatrice di Sistema. Doppiata da Sabrina Duranti.
  - Pionieri Digitali: Gruppo di scienziati/programmatori di computer che crearono i Digimon. Riuniti da Yamaki per aiutare i ragazzi a Digiworld.
    - Gorou Mizuno: Una volta era conosciuto come "Shibumi". Continuò il progetto Digimon finché questo non fu chiuso nel 1986. Successivamente riesce ad aiutare i ragazzi mentre questi si trovano a Digiworld e a riunirsi agli altri Pionieri Digitali per aiutare a combattere il D-Reaper. Doppiato da Gianni Bersanetti Ludovisi.
    - Janyu Wong: Soprannominato "Tao", è il padre di Henry. Con la comparsa del D-reaper sulla terra, insieme ai suoi colleghi, iniziano a ideare un piano su come poterlo fermare. Non rivela tuttavia che il prezzo da pagare per fermarlo è che anche i digimon dei suoi figli e degli altri domatori dovranno tornare anch'essi a Digiword. Conclusasi la battaglia piange disperato chiedendo perdono, per non avere detto niente ad Henry e agli altri domatori, il figlio tuttavia lo perdona, comprendendo che ciò era necessario per salvare il pianeta. Benché Tao ritenesse che il processo fosse irreversibile, i digignomi, con il loro potere di realizzare i desideri, aprono dei nuovi portali per Digiword permettendo così ai Digimon di ritornare con i loro domatori. Doppiato da Massimo Bitossi.
    - Rob McCoy: Soprannominato "Dolphin", è il nonno di Alice ed è professore all'Università di Palo Alto. Doppiato da Luigi Ferraro.
    - Rai Aishuwarya: Soprannominata "Curly", è professoressa alla Miscatonic University. Doppiata da Georgia Lepore.
    - Babel: Vero nome sconosciuto. Doppiato da Francesco Meoni.
    - Daisy: Vero nome o nome intero sconosciuto. Doppiata da Benita Martini.

  - Uomo in Nero: Agente di Hypnos mai chiamato per nome ed operatore sul campo. Appare diverse volte durante la serie. Doppiato da Paolo Buglioni.
- Zhuqiaomon: Uno dei Digimon Supremi che condanna l'unione di forze tra esseri umani e Digimon, ritenendola una disgrazia da eliminare a tutti i costi. Doppiato da Oliviero Dinelli.
  - I dodici Deva: Servi di Zhuqiaomon, sono dei Digimon di tipo animale basati sui segni zodiacali dell'oroscopo cinese.
- Mephistomon: Un Digimon riformattatosi da un Apokarimon, che cova un profondo odio per la vita e progetta di distruggere il mondo e tutto ciò che contiene. Compare in The Adventurers' Battle.
- Parasimon: Un malvagio Digimon che progetta un'invasione della sua specie al mondo umano. Appare in Runaway Digimon Express.

## Digiworld
Digiworld è una dimensione parallela che coesiste con la Terra, creata da quest'ultima nella sua forma finale. È il luogo in cui vivono tutti i Digimon.
Il Digiworld che scorre parallelo alla Terra abitata da Takato e dai Digimon Tamers originariamente era solo un deserto desolato, che presto divenne la dimora di forme di vita digitali create dai Pionieri Digitali negli anni ottanta - i Digimon. Alcuni organismi riuscirono anche ad evolversi da sé dal mondo digitale, i Digignomi. Tuttavia, nei primi giorni di vita di Digiworld, questo venne attaccato dal mortale programma di cancellazione D-Reaper, che era stato creato per distruggere tutte le forme di vita artificiali che si fossero spostate al di là dei suoi limiti. Tuttavia, con la cancellazione di diversi Digimon, il programma ne assorbì i dati e subì una mutazione, divenendo senziente ed acquistando più potere. Quindi entrò in un periodo di inattività e si confinò lontano, molto in profondità all'interno di Digiworld.
Il tempo passò e quattro Digimon riuscirono ad evolvere al loro livello più alto, divenendo le "divinità" del mondo digitale - i quattro Digimon Supremi, Azulongmon, Baihumon, Ebonwumon e Zhuqiaomon. Anche Digiworld andò incontro a delle modificazioni, alterando la propria struttura che diveniva stratificata e divisa in sei "piani". Lo strato più superficiale era il deserto già esistente, mentre il sesto e più alto strato costituiva la dimora dei Supremi, così come della Digievoluzione Luminescente - la fonte di potere che provvedeva l'energia necessaria ai Digimon per digievolvere. Nei quattro piani intermedi esistono dei "mini universi" - ambienti molto caratteristici creati dai Digimon che popolano ogni strato. Ci sono molti ambienti diversi, ma quelli esplorati dai Digiprescelti durante la loro permanenza a Digiworld comprendono un'area di nuvole e meccanismi dove vivono Clockmon e Hagurumon, una città distorta, esclusivamente bianca e nera, dove vivono i Nohemon e dove durante la notte un Knightmon sorveglia il castello lì situato, un'area di foreste, laghi e fiume dove Orochimon si comporta da dittatore nei confronti del villaggio dei Gekomon, un "mondo" interamente composto di acqua e caverne sotterranee al cui interno vive un Divermon che protegge gli Otamamon che si trovano lì ed una regione di ghiaccio. Giganteschi Flussi di Dati connettono le varie regioni di Digiworld alla Terra, poiché la materia digitale di Digiworld viene manipolata ed utilizzata dai computer sulla Terra. Nel vuoto che separa la Terra da Digiworld c'è un'area deformata dove la realtà è in flusso e viene definita solo dalle percezioni di coloro che si trovano al suo interno.

## Digimodifica

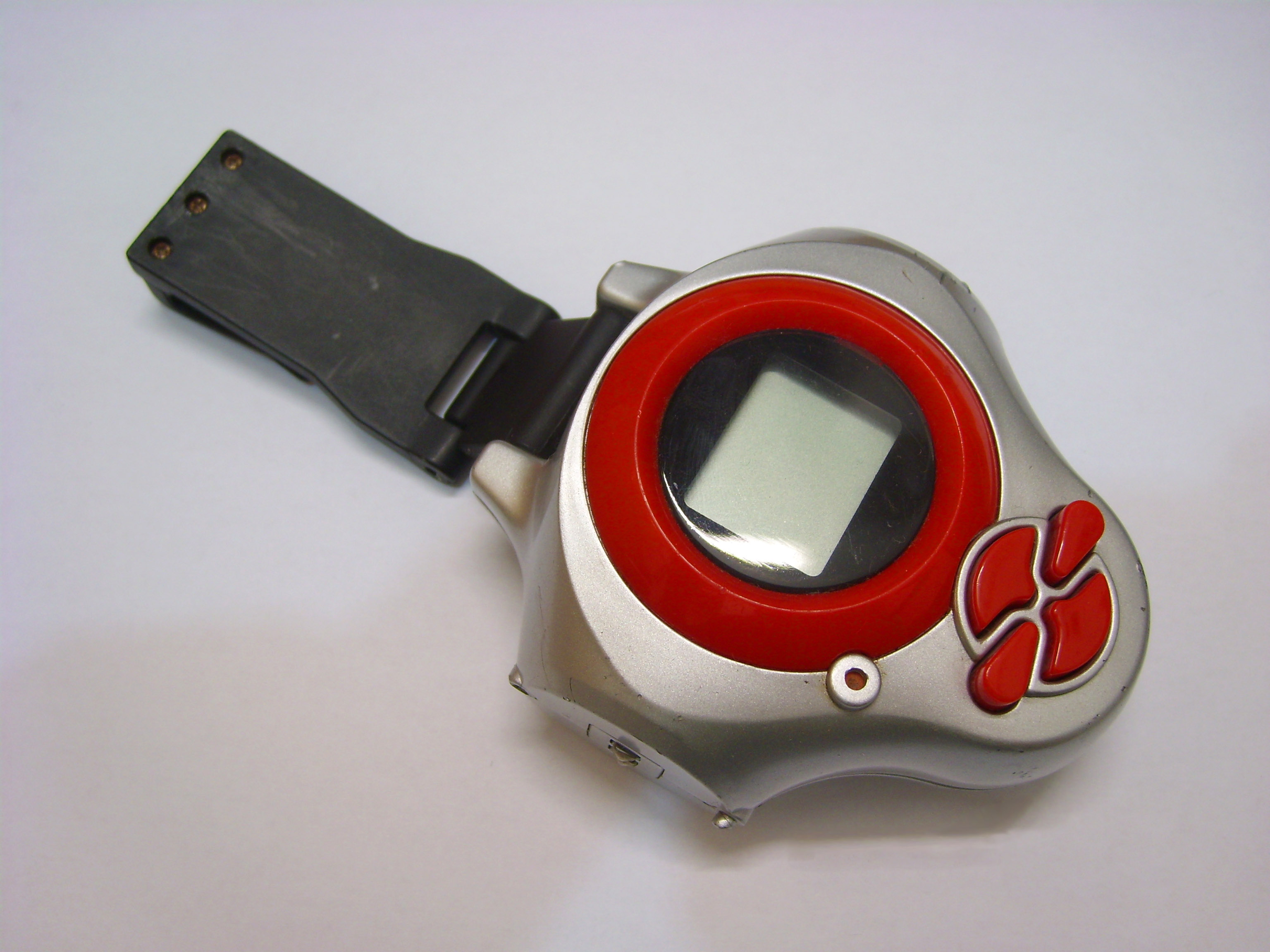
Il D-Arc originale di Takato

## Media

### Anime
La serie è stata trasmessa sul canale Fuji TV in Giappone dal 1º aprile 2001 al 31 marzo 2002 e su Fox Kids negli Stati Uniti dal 1º settembre 2001 all'8 giugno 2002.
In Italia la serie è andata in onda su Rai 2 dal 2 dicembre 2002 al 27 febbraio 2003.
Sigle originali
- Sigla di apertura: "The Biggest Dreamer"
  - Artista: Kōji Wada
  - Testo: Hiroshi Yamada
  - Composizione e Arrangiamento: Michihiko Oota
- Sigla di chiusura: "My Tomorrow" (ep. 1-23)
  - Artista: Ai Maeda
  - Testo: Yuu Matsuki
  - Composizione e Arrangiamento: Ookubo Kaoru
- Sigla di chiusura: "Days ~Aijō To Nichijō~" (ep. 24-51)
  - Artista: Ai Maeda
  - Testo: Uuran
  - Composizione e Arrangiamento: Ookubo Kaoru

Tracce d'intermezzo
- SLASH!! (STRISCIA!!)
  - Artista: Michihiko Ohta
  - Testo: Hiroshi Yamada
  - Composizione e Arrangiamento: Michihiko Ohta
- EVO (EVOLUZIONE)
  - Artista: Wild Child Bound
  - Testo: Omori Shouko
  - Composizione e Arrangiamento: Watanabe Cheru
- One Vision (Visione unica)
  - Artista: Takayoshi Tanimoto
  - Testo: Hiroshi Yamada
  - Composizione e Arrangiamento: Michihiko Ohta
- 3 Primary Colors (3 colori primari)
  - Artista: Seiyuu di Takato, Henry e Rika
  - Testo: Hiroshi Yamada
  - Composizione e Arrangiamento: Michihiko Ohta

Sigle italiane
- Sigla di apertura e di chiusura: "Digimon Tamers" (episodi 1-51). Testo di Bruno Tibaldi; musica di Michihiko Oota; eseguita dai Manga Boys.

La versione CD della sigla italiana si differenzia per una parola rispetto alla versione TV ("Ricomincia l'avventura, ecco a gran velocità" nella prima invece di "Ricomincia l'avventura, tutti a gran velocità" nella seconda).
Nella versione pubblicata su TIMvision nel 2016 vennero ripristinate le sigle originali.

### Film

#### Digimon Tamers: Bōkensha-tachi no Tatakai
Digimon Tamers: Bōkensha-tachi no Tatakai (デジモンテイマーズ 冒険者たちの戦い?, Dejimon Teimāzu: Bōkensha-tachi no Tatakai, lett. "Digimon Tamers: La battaglia degli avventurieri"), rilasciato in America con il titolo Digimon Tamers: Battle of Adventurers, è il quinto film dedicato all'universo dei Digimon. Fu distribuito in Giappone il 14 luglio 2001 e negli Stati Uniti il 16 ottobre 2005.
I Domatori stanno trascorrendo le vacanze estive e si dividono per divertirsi separatamente. Takato fa visita a suo cugino Kai ad Okinawa con Guilmon, Henry investiga su una meteora sottomarina con Terriermon e Rika rimane in città con Renamon per proteggerla da eventuali Digimon invasori. Un Digimon malvagio di nome Mephistomon bioemerge sulla Terra ed avvia un piano che coinvolge la nuova mania dei virtual pet, noti come V-Pet, per mettere fuori uso le reti di telecomunicazioni e permettere così ai Digimon di giungere nel mondo reale indiscriminatamente. L'unico modo di fermare questo piano si nasconde nel corpo di Seasarmon, il Digimon partner di Minami, la figlia del creatore dei V-Pet. I Domatori ed i loro Digimon non possono abbassare la guardia neanche un attimo, poiché devono combattere la loro battaglia più dura per salvare il mondo.
Delle informazioni contenute in alcuni promo tradotti in modo sbagliato avevano diffuso l'idea che questo film si sarebbe collocato al di fuori della continuity della serie. Tuttavia, considerando il prodotto finito del film, pochi indizi lasciano credere la veridicità di questa teoria. Inoltre, poiché Kai appare successivamente nella serie stessa e conosce perfettamente Guilmon, ciò suggerisce che il film appartenga alla continuity.
I Digimon dei Domatori nelle loro forme di livello evoluto (WarGrowlmon, Rapidmon e Taomon) creano inoltre un nuovo attacco. Consiste nella trasformazione dei tre Digimon in forma di cristalli che, combinandosi insieme, formano un gigantesco volatile fatto di pura energia. Questa mossa è stata chiamata Trinity Burst (Esplosione della Trinità). Tuttavia, questa non appare al di fuori di questo film.

#### Digimon Tamers: Bōsō Digimon Tokkyū
Digimon Tamers: Bōsō Digimon Tokkyū (デジモンテイマーズ 暴走デジモン特急?, Dejimon Teimāzu: Bōsō no Dejimon Tokkyū, lett. "Digimon Tamers: Digimon Express in fuga), rilasciato in America con il titolo Digimon Tamers: Runaway Locomon (Digimon Tamers: Locomon in fuga), è il sesto film dedicato all'universo dei Digimon. Fu distribuito in Giappone il 2 marzo 2002 e negli Stati Uniti il 2 ottobre 2005.
Questo film si svolge dopo la fine della serie (tecnicamente nell'universo di Tamers, sei mesi dopo la distruzione del D-Reaper).
I Domatori stanno progettando di organizzare una festa di compleanno a sorpresa per Rika, ma i loro piani vanno all'aria quando si ritrovano costretti a fermare un Digimon treno di nome Locomon, che si scoprirà poi controllato da Parasimon, il quale ha aperto un portale tra il mondo reale e Digiworld per permettere ad altri Parasimon di arrivare nel mondo umano ed invadere la città. Questo film si focalizza su un quadro più completo del personaggio di Rika ed inoltre conferma che i Domatori infine riescono a riunirsi con i loro Digimon partner dopo il finale della serie. Il desiderio di Takato di riavere i Digimon è stato infine esaudito dai digignomi come mostrato nell'ultimo episodio alla fine della serie. Calumon sembra essere diventato invece il nuovo Digimon Partner di Jeri dopo la perdita di Leomon.
Chiaki Konaka afferma nelle sue note sui personaggi (per Rika) di "non essere stato consultato" per Runaway Digimon Express, cosa che potrebbe spiegare diversi errori di continuity. Sull'argomento, l'autore afferma che Tetsuharu Nakamura, regista del film ed aiuto regista nella serie, e Hiro Masaki, uno degli sceneggiatori della serie, hanno comunque prestato molta attenzione agli aspetti psicologici della serie durante il completamento del film. Konaka dichiara inoltre di essere loro molto grato per aver illustrato meglio le parti di vita familiare di Rika che la serie TV non aveva mai esplorato.

### Storie brevi

#### Digimon Tamers 1984
Questa storia breve, scritta da Chiaki J. Nonaka ed illustrata da Kenji Watanabe, fu pubblicata nel 2002 nel volume 5 di SF Japan, una rivista di fantascienza giapponese. Tamers 1984 (il cui titolo si ispira all'anno di creazione dei Digimon da parte dei Pionieri Digitali e, quindi, all'anno in cui questa storia si svolge) fu ideata per un pubblico più maturo, più in particolare per i fan adulti di Tamers, e si concentra sulla creazione del programma originale dei Digimon da parte dei Pionieri Digitali all'Università di Palo Alto negli Stati Uniti. Essa si sviluppa attorno ai ruoli ed alle riflessioni dei Pionieri Digitali ed ha a che fare in gran parte con le questioni filosofiche e tecnologiche che circondarono la creazione di intelligenze artificiali.

### Drama-CD

#### Digimon Tamers: Original Story, Message in the Packet
Questo Drama-CD si svolge un anno dopo la fine della serie, allontanandosi perciò dal secondo film di Tamers, Runaway Digimon Express, e quindi dal canone ufficiale. In Digimon Tamers: Original Story, Message in the Packet (lett. "Digimon Tamers: Storia originale, il messaggio in un pacco") i Domatori devono infatti ancora riunirsi ai loro Digimon partner, ma i Pionieri Digitali sono riusciti a scoprire un modo in cui i Domatori potrebbero riuscire a mandare messaggi a Digiworld. Tuttavia, non c'è la certezza che ciò funzioni o se i loro partner riceveranno i loro messaggi. Ma con i loro ricordi ed il grande affetto per i loro partner a guidarli, i Domatori lasciano ognuno un messaggio molto emotivo e sentito, sperando che i loro partner possano ascoltarli. I ragazzi parlano del passato, dei loro piani per il futuro, di come sono cambiati e, soprattutto, di quanto loro credano che i loro rispettivi partner siano stati fondamentali per loro, ravvivando la speranza e la certezza che un giorno potranno incontrarsi nuovamente.

#### Digimon Tamers 2018: Days -Information and the Unordinary-
Questo secondo Drama-CD, uscito nel 2018, in allegato al cofanetto Blu-ray DVD della serie, è ambientato due anni dopo la fine della serie, e vede il protagonista Takato, ormai dodicenne, interagire con un suo clone del 2018, che è un viaggiatore del tempo ed è legato sia a Yamaki che ad una misteriosa entità chiamata NYX, che ha creato il suddetto clone. Il protagonista e i suoi amici, Henry, Rika e Jeri con i loro Digimon Partner, dovranno sventare la nuova minaccia di Yamaki.

### Generale
- Hypnos (Digimon)
- Episodi di Digimon Tamers
- Digimon

### Luoghi
- Shinjuku